# Futbol a Libèria
El futbol és l'esport més popular a Libèria. És dirigit per l'Associació de Futbol de Libèria.

## Competicions

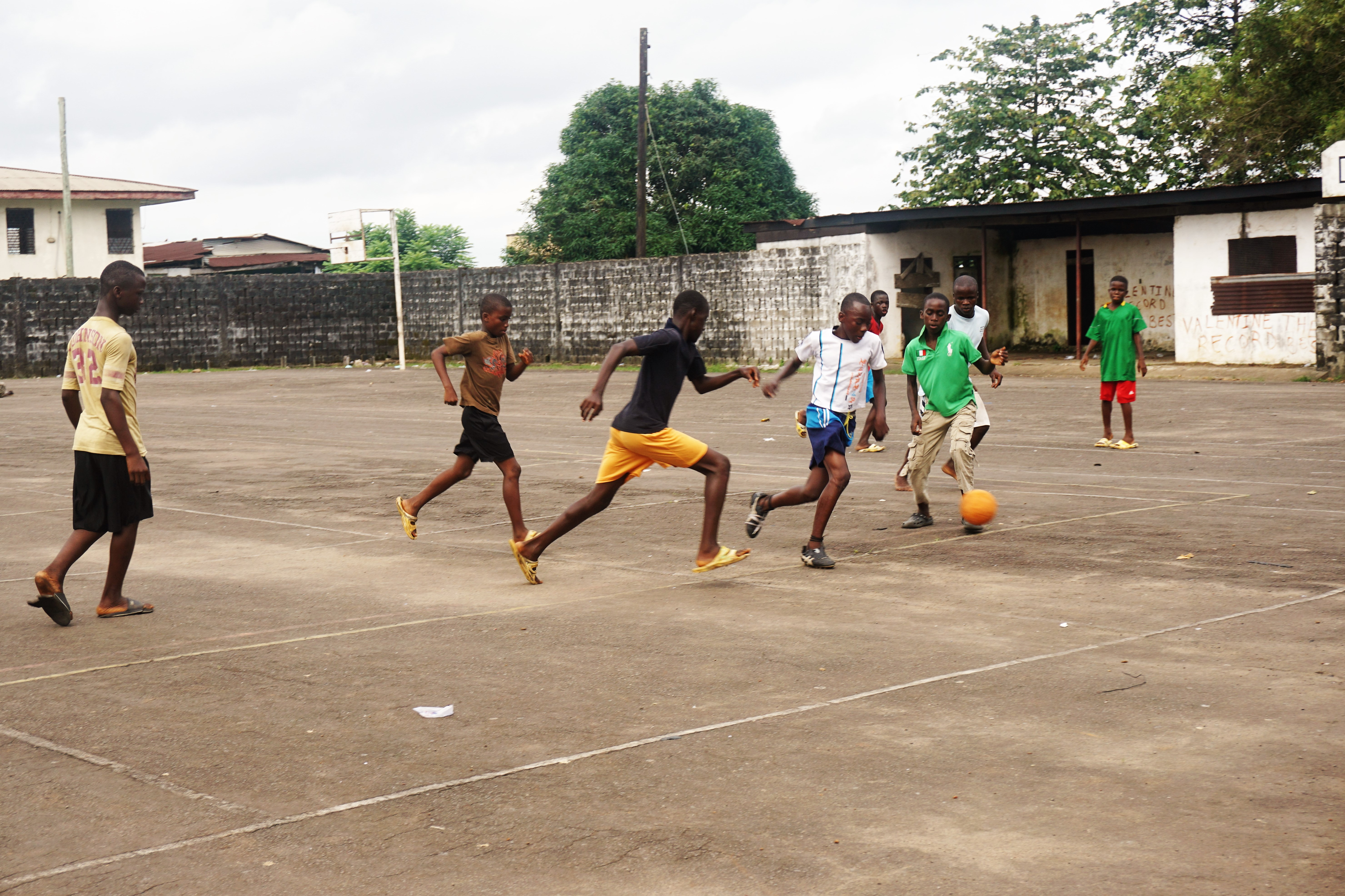
Joves jugant a futbol a la Universitat de Libèria.

- Lligues:
  - Liberian Premier League
  - Liberian Second Division League
- Copes:
  - Liberian FA Cup
  - Liberian National County Meet
  - Liberian Super Cup

## Principals clubs
Clubs amb més títols nacionals a 2019.
- Mighty Barrolle SA
- Invincible Eleven
- LPRC Oilers
- LISCR FC
- National Port Authority Anchors
- Saint Joseph Warriors FC
- Barrack Young Controllers FC
- Monrovia Breweries FC

## Jugadors destacats
Fonts:
Des de 1960
- George MacDonald Sacko
- Wanibo Toe

Des de 1990
- Prince Daye
- Fallah Johnson
- Oliver Makor
- Joe Nagbe
- Kolubah Zizi Roberts
- Mass Sarr Jr.
- Kelvin Sebwe
- Anthony Tokpah
- George Weah
- Christopher Wreh

Des de 2000
- Louis Crayton
- James Debbah
- Jimmy Dixon
- George Gebro
- Dulee Johnson
- Varmah Kpoto
- Anthony Laffor

Des de 2010
- Teah Dennis Jr.
- Solomon Grimes
- William Jebor
- Sekou Oliseh

## Principals estadis

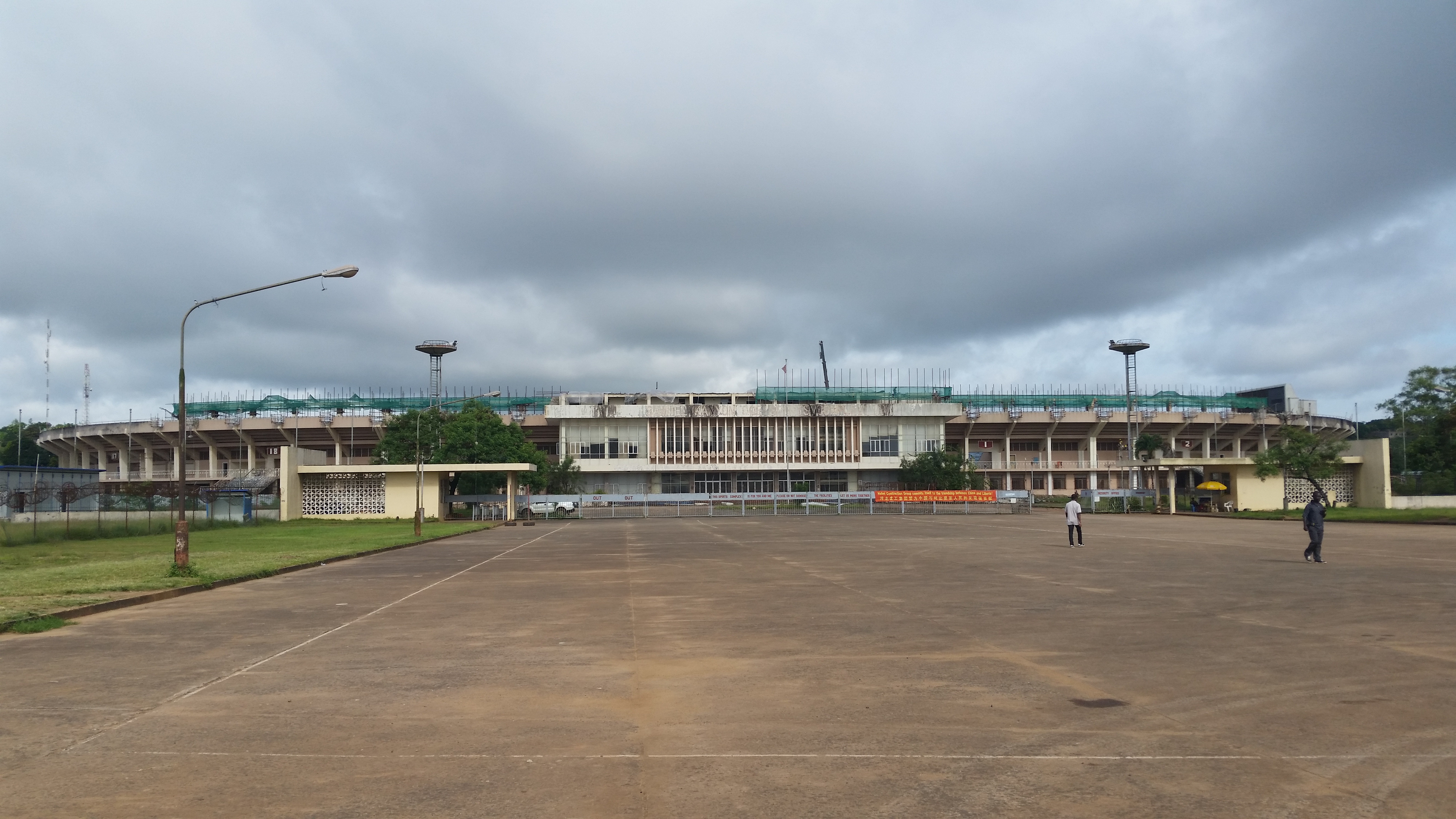
Samuel Kanyon Doe Sports Complex.

| # | Estadi                           | Capacitat | Ciutat      |
| - | -------------------------------- | --------- | ----------- |
| 1 | Samuel Kanyon Doe Sports Complex | 35.000    | Paynesville |
| 2 | Estadi Antoinette Tubman         | 10.000    | Monròvia    |
| 3 | Estadi Doris Williams            | 3.000     | Buchanan    |